# За лучшую Латвию

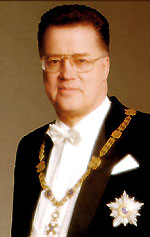
Председатель объединения Гунтис Улманис

За лучшую Латвию (латыш. Par Labu Latviju, основано 12 июня 2010 года) — латвийское политическое объединение пяти партий. Председателем объединения избран экс-президент Латвии Гунтис Улманис. На выборах в 10-й Сейм «За лучшую Латвию» набрала 7,65 % голосов избирателей и получила 8 мандатов из 100. На пост премьер-министра от объединения выдвигался Айнарс Шлесерс.
В объединение «За лучшую Латвию» входят: «Народная партия», «Латвийская первая партия/Латвийский путь», «Огрскому краю», «Единое Резекне» и партия «Народ Латгалии».